# 王紫逸
王紫逸，原名王子义，北京人，毕业于中央戏剧学院，中国男演员，演员巍子之子。2008年出演抗日剧《对攻》出道。

## 作品

### 电影
- 2009年《日照重庆》
- 2010年《天长地久之伤害》
- 2011年《我11》饰 谢觉强
- 2012年《懸紅》飾 李見輝
- 2013年《毒戰》飾 小林
- 2013年《盲探》飾 阿祖
- 2013年《衝鋒戰警》饰 吕侨美
- 2014年《忘了去懂你》 获得第17届上海国际电影节电影频道传媒大奖最佳男配角
- 2015年《華麗上班族》
- 2015年《喊·山》 第1届金色银幕奖最佳男主角奖提名
- 2016年《不朽的时光》
- 2017年《金珠玛米》
- 2017年《拆弹专家》饰 洪继标
- 2019年《宠爱》饰 邮递员
- 2020年《征途》 饰 邬阳
- 2021年《超级的我》饰 光仔
- 2021年《火山地狱》
- 2021年《要你过得比我好》
- 2021年《沙丘虫暴》(網絡電影) 飾 马波
- 2021年《第四面墙》 飾 马海
- 2022年《特警使命：狙击风暴》(網絡電影)
- 2022年《鬼吹灯之南海归墟》(網絡電影)
- 2023年《地心危机》(網絡電影)  飾 王戈
- 2023年《望道》
- 2023年《回魂之夜》(網絡電影)
- 2024年《猫妖奇谭》(網絡電影)
- 2024年《全员嫌疑人》
- 2025年《捕風捉影》
- 待上映《来访者》

### 电视剧
- 2008年 抗日剧《对攻》
- 2017年 军旅剧《热血尖兵》
- 2019年 悬疑刑侦剧《时空来电》
- 2021年 爱情剧《舒克与桃花》[2]
- 2023年  《谷鼓齐鸣》(2018年拍攝)
- 2025年  《乌云之上》饰 王学华